# Le Mandarin aux pieds nus
Entretiens avec Jean Lacouture
Pour les articles homonymes, voir Mandarin.
Le Mandarin aux pieds nus est un livre d'entretiens d'Alexandre Minkowski avec le journaliste Jean Lacouture, présenté par ce dernier sous la forme d'un essai à caractère autobiographique, paru en 1975 aux éditions du Seuil.

## Découpage
Un avant-propos de trois pages de Lacouture est suivi de quinze chapitres retraçant selon un ordre chronologique les étapes marquantes de la vie d'Alexandre Minkowski devenu « mandarin » (ce mot étant utilisé dans le titre de tous les chapitres sauf le premier) et les valeurs qu'il a défendues.

## Contenu
Le livre s'ouvre sur une épigraphe du Médecin malgré lui de Molière se terminant par le passage : « [...] le bon de cette profession est qu'il y a parmi les morts une honnêteté, une discrétion la plus grande du monde ; et jamais on n'en voit se plaindre du médecin qui l'a tué. »

## Réception
La journaliste médicale Claudine Escoffier-Lambiotte, sous la signature « Dr E.L. » relève dans le quotidien Le Monde le paradoxe apparent selon lequel l'auteur « est, sans conteste, l'un des grands privilégiés de la féodalité médico-scientifique » qu'il dénonce.